# 園村 (島根県)
園村（そのむら）は、島根県簸川郡にあった村。現在の出雲市東園町、西園町、外園町にあたる。

## 地理
- 河川：神戸川[4]
- 海洋：日本海[4]

## 歴史
- - 1889年（明治22年）4月1日、町村制の施行により、神門郡西園村、東園村、外園浦が合併して村制施行し、園村が発足[4][5]。
- 1889年（明治22年）巡査駐在開設[4]。
- 1896年（明治29年）4月1日、郡の統合により簸川郡に所属[5]。
- 1920年（大正9年）園郵便局開設[4]。
- 1950年（昭和25年）11月3日、簸川郡荒茅村と合併して長浜村を新設し廃止された[4][5]。

### 地名の由来
『出雲風土記』記載の「薗の長浜」の比定地であることから。

## 産業
- 農業[1]